# Charlotte Machmer
Charlotte Machmer (* 13. August 1905; † 1997 in Wien) war eine österreichische Sprinterin, Hürdenläuferin und Mittelstreckenläuferin.

## Karriere
Bei den Olympischen Spielen 1936 in Berlin schied sie über 100 Meter, 80 Meter Hürden und in der 4-mal-100-Meter-Staffel im Vorlauf aus.
1937 wurde sie Österreichische Meisterin über 80 Meter Hürden und 800 Meter.

## Persönliche Bestzeiten
- 100 m: 12,1 s, 11. Juli 1936, Wien (ehemaliger österreichischer Rekord)
- 200 m: 25,8 s, 13. Juli 1936, Wien (ehemaliger österreichischer Rekord)